# Metioco e Partenope
Metioco e Partenope è il titolo comunemente dato dagli studiosi a vari frammenti di un romanzo greco di avventura, databile al I secolo.

## Conservazione
Nel 1895 fu pubblicato un volume del II secolo d.C. contenente il cosiddetto Romanzo di Metioco e Partenope, precedentemente ignoto, a parte qualche cenno, ma che dovette godere di un certo favore di pubblico se riconosciamo possibili brani di esso anche in altri due papiri.
Il romanzo di Metioco e Partenope doveva, in effetti, essere ben noto nell'antichità, se già Luciano lo cita come soggetto di mimi. Sono stati, inoltre, scoperti, due mosaici pavimentali di Antiochia sull'Oronte, uno raffigurante Metioco vestito come un ufficiale romano, l'altro che mostra Metioco e Partenope seduti schiena contro schiena, con le teste girate l'uno verso l'altro, oltre ad un piccolo ostrakon con un soliloquio di Partenope. 
Abbiamo anche una rielaborazione persiana in versi dell'XI secolo, di cui resta un frammento di ventidue mezze pagine da un poema persiano, contenenti 380 versi, incollate tra loro e utilizzate per la rilegatura di un commento anonimo al Corano. Il manoscritto fu scoperto da Mohammad Shafi e pubblicato postumo da suo figlio nel 1967.

## Trama
I frammenti di papiro ci danno anche i nomi di personaggi come Policrate, Anassimene ed Egesipile, confermando che il romanzo era ambientato all'inizio dell'età classica (VI secolo a.C.) e incorporava personaggi storici famosi: infatti, Policrate è il celebre tiranno di Samo, Anassimene il filosofo di Mileto, Egesipile la moglie di Milziade e matrigna di Metioco. Nella prima colonna, Metioco sta raccontando i suoi casi a Policrate durante un banchetto: si potrebbe facilmente immaginare che la matrigna Egesipile, seconda moglie di suo padre Milziade, nella maniera tipica delle matrigne letterarie, usasse il proprio potere su suo padre per causare problemi al figliastro, al fine di portare avanti ulteriormente le pretese dei suoi stessi figli.  
Nel secondo frammento, Policrate chiede di iniziare il simposio vero e proprio e Anassimene avvia una "indagine filosofica" sulla natura dell'eros. Metioco ridicolizza l'idea che Eros sia un ragazzino che vola in giro provocando "un vento che respira" (pneuma ti) nelle anime degli amanti. Conclude che piuttosto «l'amore è un'agitazione della mente suscitata dalla bellezza e cresce con la dimestichezza», e prega che non possa mai toccarlo. Partenope, presente al banchetto. si indigna per la sua spiegazione razionalizzante e intraprende una vigorosa difesa dei tradizionali ritratti dei «poeti e pittori e scultori» quando il frammento si interrompe.

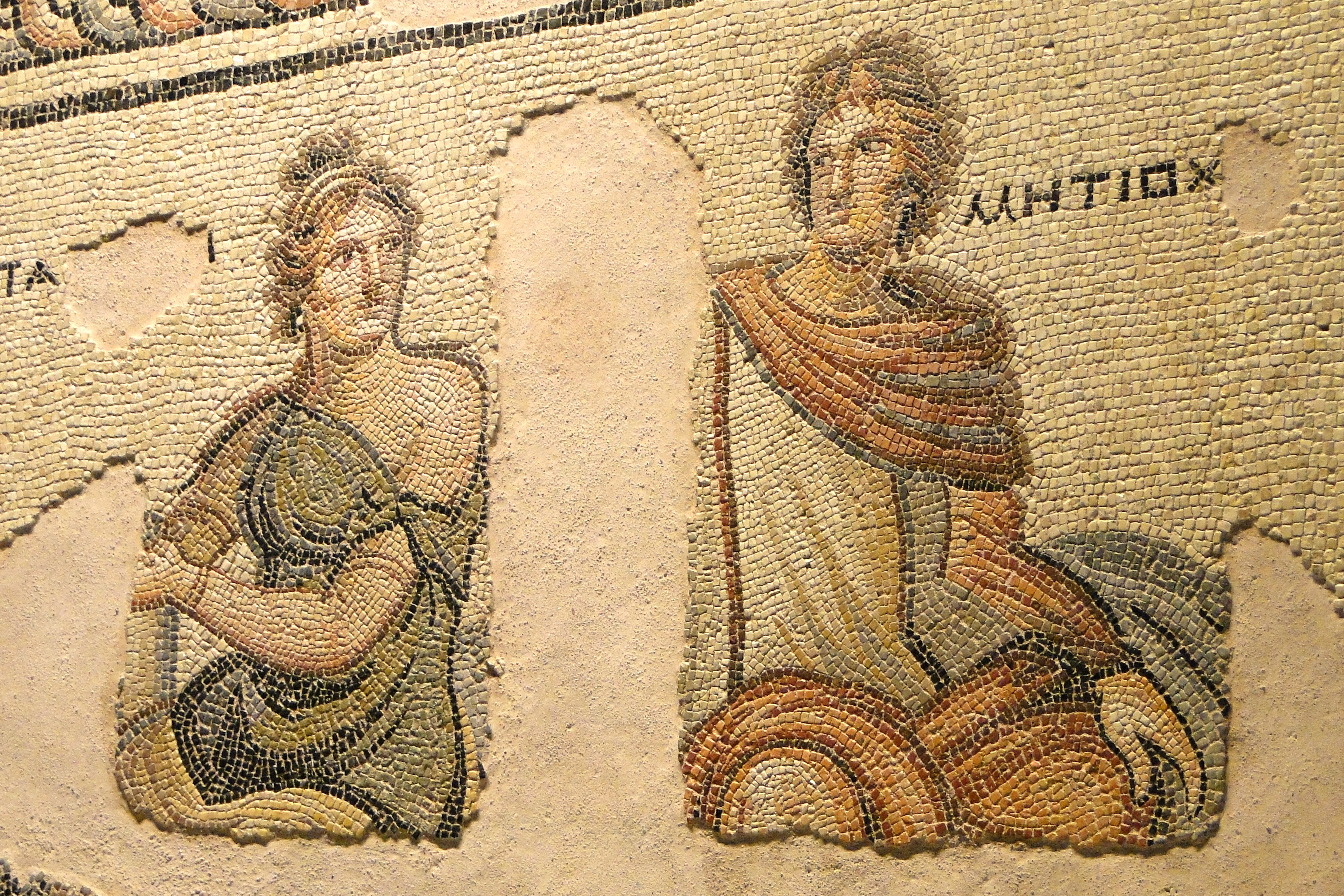
Il mosaico di Metioco e Partenope, particolare

Nel "frammento persiano", apprendiamo che Policrate di Samo era il padre di "Adhra" (sicuramente Partenope, in quanto il nome persiano significa "vergine" come quello greco) e Silosonte suo fratello. Si dice che Policrate sia un figlio di Eaco - non di Eace, come in Erodoto e che alla sua corte sia presente anche il poeta Ibico. Se il nome di Partenope è stato cambiato, anche quello di Metioco è Wamiq, che significa "amante" e viaggia con un compagno di nome Tufan.
I frammenti appartengono all'inizio del poema. La storia persiana si apre con il matrimonio di Policrate e Yani sull'isola di Samo, e la nascita e l'educazione della loro figlia, che viene allevata come se fosse un maschio, addestrata nella guerra e nell'eloquenza. La scena poi si sposta su Metioco, tormentato da una matrigna che ha messo suo padre contro di lui e che decide, quindi, di fuggire dalla sua terra natale insieme a Tufan, che suggerisce di recarsi a Samo da Policrate, poiché «...tu sei suo parente di sangue, [quindi] potrebbe benissimo essere una specie mentore per te» (v. 69). Dopo essere arrivati a Samo, i due visitano il famoso tempio di Era, dove incontrano Partenope e sua madre e i due giovani si innamorano a prima vista. Metioco allora dà conto di sé alla madre della ragazza, che gli suggerisce di parlare con il re. Dopo che le donne se ne sono andate, il giovane fa un monologo sull'amore e Tufan, valutando accuratamente la situazione, prega la dea di proteggere il suo amico da questo nuovo disastro. Anche Partenope è profondamente turbata. 
In seguito la moglie di Policrate parla al sovrano di Metioco, che è mandato a chiamare durante il banchetto di cui si parla nei frammenti papiracei greci: alla presenza di Partenope, Policrate, con l'intenzione di mettere alla prova l'abilità del giovane nel discorso, introduce un "saggio" (Mokhsinos = Anassimene), che, dopo aver osservato da vicino i due ragazzi, solleva il tema dell'amore. Metioco (come nell'originale greco), contrasta l'idea di un Eros bambino con quella di un più potente e pericoloso dio. Alla fine del suo discorso, Partenope, sempre più colpita dall'amore, sostiene tuttavia la posizione opposta, cioè che l'amore deve essere giovane. Dopo questo scambio il saggio chiede al suo pubblico chi abbia vinto. Successivamente Metioco sembrerebbe essere stato testato "nell'arena" in prove di forza. Poi ha luogo un altro banchetto durante il quale viene presentato il poeta Ibico, che canta dei giovani amanti. La loro passione continua a crescere, e a quanto pare si incontrano segretamente fino a quando il pedagogo della ragazza, Falato, li scopre e punisce lei, mentre esige che Metioco non avrebbe mai più guardato lei. Al che i due, in un prevedibile topos del romanzo greco, continuano a soffrire del mal d'amore. A questo punto i frammenti si interrompono.
Un breve riassunto raccolto, poi, nel Romanzo di Darab ci informa che Partenope partecipa ai banchetti in cui è presente anche Metioco, finché il suo tutore non riferisca la sua condotta a sua madre, che la rimprovera per
tale comportamento. A questo punto la ragazza confessa il suo amore e minaccia di uccidersi se non gli è permesso di sposare Metioco. Suo padre apparentemente acconsente, ma cambia idea quando sua madre muore; va poi a combattere contro un nemico, viene fatto prigioniero ed è ucciso. "Uno straniero" sale quindi al trono, e sia Metioco che Partenope vengono gettati in prigione: la ragazza, che rifiuta le proposte del nuovo re, viene venduta come schiavo. Dopo quattro anni di servitù le racconta la sua storia al padrone, che la riconosce e la libera.
Un verso di Dionigi il Periegeta, che chiama Napoli "terra della santa Partenope", è commentato da uno scoliaste osservando che questo «non si riferisce, come pensano gli amanti del ballo, a Partenope di Samo, che, in cerca del marito, si era recata da Anassila di Reggio, ma a una delle Sirene (...). Si dice che Partenope, anche se importunata da molti uomini, avesse preservato la sua castità. Dalla Frigia, amata da Metioco, e dopo essersi tagliata i capelli, venne in Campania e ci abitava». Il vescovo ed esegeta di Omero del XII secolo, Eustazio, invece, sostiene che Dionigi stia parlando della nostra Partenope; dopo aver fornito praticamente le stesse informazioni dello scoliaste anonimo, aggiunge che «si era tagliata i capelli e si era condannata alla mancanza di avvenenza» e che «forse a causa di tale prudenza Dionigi chiama Partenope "santa"».

## Critica
Metioco e Partenope, come il Romanzo di Nino e i romanzi di Caritone ed Eliodoro, è consapevolmente storico, ossia con una cornice di fondo selezionata, come sembrerebbe, dai racconti di Policrate e Milziade (di cui Metioco sarebbe figlio) in Erodoto. Il nostro romanziere, tuttavia, non è schiavo dell'accuratezza storica: in effetti, se si pensa che Partenope si rifugia a Reggio presso il tiranno Anassila (che governò dal 498 al 476), mentre suo padre era morto intorno al 520, a meno che l'autore non dicesse che Partenope avesse vagato per ventidue anni dopo la morte di suo padre, si prende notevoli libertà con la cronologia.
Come il romanzo di Nino e quello Caritone, ancora, Metioco e Partenope sembrerebbe situarsi, per lo stile, tra i primi romanzi greci. Sulla base di un'indagine della lingua dei frammenti, A. Dihle  lo localizzerebbe prima della fioritura dell'atticismo, anche già nel I secolo a. C. (1978: 54-55), e sicuramente deve essere stato scritto non oltre il I secolo d.C., visto che viene citato, come detto, da Luciano.